# Filz-Brandlattich
Der Filz-Brandlattich (Homogyne discolor), auch Zweifarbiger Brandlattich genannt, ist eine Pflanzenart aus der Gattung Brandlattich (Homogyne) innerhalb der Familie der Korbblütler (Asteraceae).

## Beschreibung

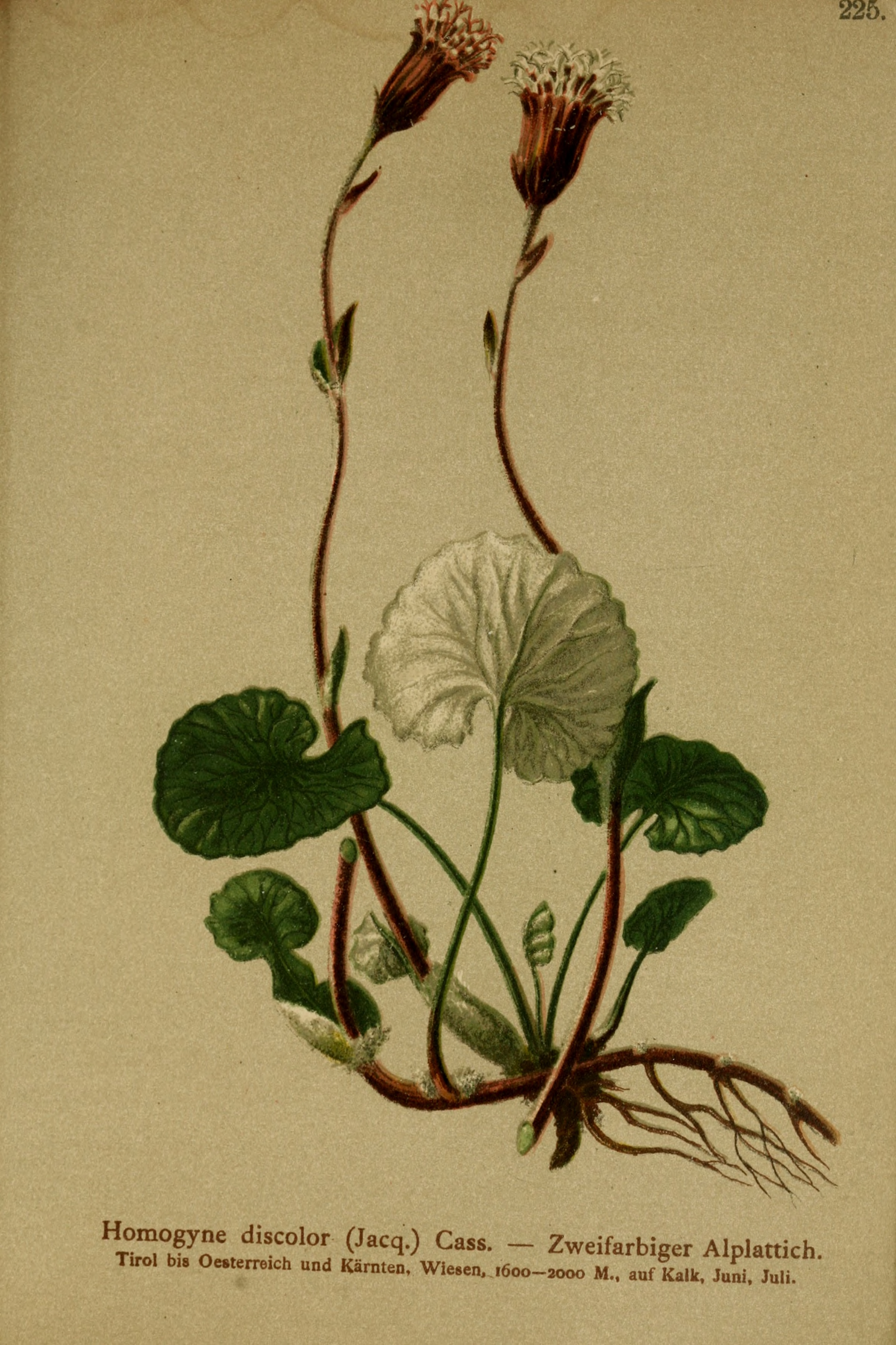
Illustration aus Atlas der Alpenflora

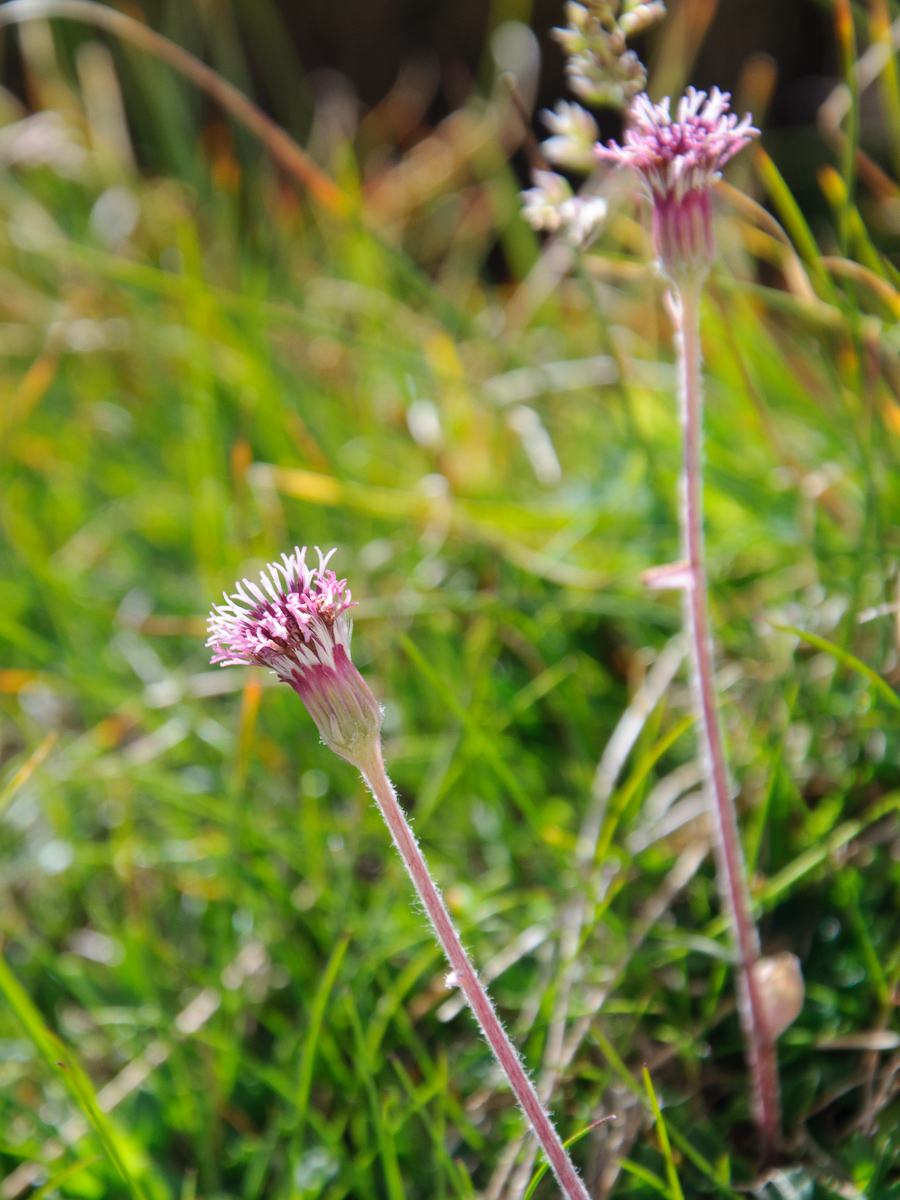
Blütenkörbe

### Vegetative Merkmale
Der Filz-Brandlattich wächst als ausdauernde krautige Pflanze und erreicht Wuchshöhen von 10 bis 15 Zentimetern. Der unverzweigte Stängel ist wollig behaart und hat meist zwei bis drei schuppenförmige Stängelblätter. Die grundständigen Laubblätter sind in Blattstiel und Blattspreite gegliedert. Die ledrige Blattspreite ist rundlich-nierenförmig mit einem Durchmesser von 1 bis 3 Zentimetern und rundum gekerbt. Die glänzende Blattoberseite ist fast kahl und dunkelgrün, mit eingesenkten Nerven, wodurch die Blattspreite runzelig erscheint. Die Blattunterseite ist dicht grau- bis weißfilzig. Auch der Blattstiel ist wollfilzig.

### Generative Merkmale
Die Blütezeit reicht von Juni bis August. Der Stängel ist unter dem Blütenkopf verdickt. Der Kopf ist breit eiförmig und bis 15 Millimeter lang.
Die einreihigen Hüllblätter sind breit lanzettlich, zugespitzt, kahl oder nur am Grund wollig und braunrot. In einem endständigen Körbchen befinden sich 30 bis 40 hellpurpurfarbene bis blassrötliche Röhrenblüten. Sie sind etwas länger als die Hülle. Die Scheibenblüten sind 7 bis 8 Millimeter lang; die Narbenlappen sind keulenförmig. Die Achänen sind 3 bis 5 Millimeter lang mit einem 5 bis 7 Millimeter langen schmutzigweißen Pappus.
Die Chromosomenzahl beträgt 2n = 60.

## Blütenbiologie
Die stark reduzierten Randblüten haben einen stark herausragenden Narbenlappen, haben einen verkümmerten Kronsaum, sind rein weiblich und enthalten keinen Nektar. Die zwittrigen Scheibenblüten sind vormännlich. Da die Blütenbesucher – vor allem Falter und Fliegen, nur selten Hummeln – zuerst auf die Randblüten stoßen, ist die Fremdbestäubung weitgehend gesichert.

## Vorkommen
Der Filz-Brandlattich ist nur von den Ostalpen von Bayern über Österreich, Italien, Slowenien bis Bosnien-Herzegowina verbreitet. In Deutschland kommt der Filz-Brandlattich nur in den Berchtesgadener Alpen vor.
In Österreich ist die Art in den Kalkalpen häufig, in den Zentralalpen sehr selten von der subalpinen bis alpinen Höhenstufe. Sie fehlt im Westen (Vorarlberg und Tirol) sowie im Burgenland und Wien.
Als Standort bevorzugt dieser Kalkzeiger steinige Rasen, Zwergstrauchheiden und Schneeböden. Der Filz-Brandlattich gedeiht in Höhenlagen von etwa 1400 bis 2400 Metern. Der Filz-Brandlattich ist eine Charakterart des Verbandes Arabidion caeruleae, kommt aber auch in Gesellschaften des Poion alpinae vor.

## Systematik
Die Erstveröffentlichung erfolgte 1775 unter dem Namen (Basionym) Tussilago discolor durch Nikolaus Joseph von Jacquin. Die Neukombination zu Homogyne discolor (Jacq.) Cass. wurde 1821 durch Alexandre Henri Gabriel de Cassini veröffentlicht. Ein weiteres Synonym für Homogyne discolor (Jacq.) Cass. ist Tussilago alpina Scop. non L. Der wissenschaftliche Gattungsname Homogyne leitet sich von den griechischen Wörtern homos für ähnlich, gleich und gyne für Weib ab und bezieht sich auf die Narben der weiblichen Blüten, die die gleiche Form wie die zwittrigen Blüten haben. Das Artepitheton discolor ist lateinisch für verschiedenfarbig oder bunt und verweist auf die verschiedenfarbigen Laubblätter.
Nahe verwandt ist der Alpen-Brandlattich (Homogyne alpina), der sich aber durch unterseits grüne Laubblätter auszeichnet. Homogyne alpina ist vermutlich eine Hybride aus Homogyne discolor und Homogyne sylvestris.

## Trivialnamen
Weitere Trivialnamen sind Verschiedenfarbiger oder Zweifarbiger Brandlattich. Die Gattung Homogyne wird auch als Alpenlattich bezeichnet und diese Art als Filziger Alpenlattich.

## Sonstiges
Früher wurde angenommen, dass der Filz-Brandlattich die Milchleistung des Vieh steigere und die Milchqualität erhöhe. Darauf bezieht sich etwa auch der volkstümliche Name „Rahmplätschen“. Der Filz-Brandlattich wird jedoch als „Unkraut“ betrachtet, das durch seine kleinen ledrigen Blätter nur einen geringen Futterwert bietet.